# Clay Matthews III
William Clay Matthews III (Northridge, California, 14 de mayo de 1986) es un exjugador profesional de fútbol americano, en la posición de linebacker para Los Angeles Rams, en la National Football League. Fue elegido en el draft de 2009, en primera ronda, con la elección global 26 por los Green Bay Packers proveniente de la Universidad de Southern California.

## Carrera universitaria

Matthews durante la temporada 2007.

Asistió a la Universidad del Sur de California y jugó en el equipo de fútbol americano de los USC Trojans entre 2004 y 2008, bajo las órdenes del entrenador Pete Carroll y el entrenador de linebackers Ken Norton Jr. Estuvo un año más de lo normal en la universidad, el primero, para prepararse mejor, entrando de manera inesperada en el equipo sin beca deportiva. Durante su primera temporada, jugó solo en el equipo de prácticas y rechazó múltiples oportunidades de jugar los minutos basura de los últimos cuartos para mantener su condición de Redshirt Se mantuvo como reserva durante el 2005, sin beca deportiva, y jugaba puntualmente en los equipos especiales. 
Su trabajo duro, entusiasmo y espíritu de equipo dieron sus frutos y fue recompensado en 2005 por el equipo de entrenadores, dándole una beca deportiva completa en el inicio de la temporada 2006. Matthews siguió jugando como linebacker suplente durante las temporadas de 2006 y 2007, año en el que jugó dos partidos de titular, sustituyendo a su compañero lesionado Brian Cushing. Fue premiado con el USC's Co-Special Teams Player of the Year en 2006 y 2007, y bloqueó dos field goals en la última temporada.
Durante las vacaciones, Matthews realizó un intenso entrenamiento muscular y especializado en ganar peso y mejorar su rendimiento y resistencia. El trabajo duro volvió a dar sus frutos. En el inicio de la temporada 2008, el coordinador defensivo Nick Holt, Carrol y Norton decidieron probar a Matthews en una nueva posición, donde jugaría en el puesto de un defensive end, pero usaría la velocidad y táctica de un linebacker; los entrenadores habían utilizado a Cushing de manera similar durante la temporada 2006. El experimento fue un éxito, ya que Matthews logró 4.5 sacks jugando junto a sus compañeros, y futuros jugadores de la NFL, Brian Cushing, Rey Maualuga y Kaluka Maiava. Por si fuera poco, Matthews siguió con jugando en los equipos especiales, con buenas participaciones, y fue premiado con el USC's Co-Special Teams Player of the Year en 2008, siendo así el único jugador en la historia de USC en ganarlo durante tres años consecutivos. Tras este año, Matthews fue considerado como una gran elección en el draft de 2009.
Matthews fue uno de los 12 jugadores de tercer año (cuarto en su caso) de USC, incluyendo a los otros tres linebackers Cushing, Maiava y Maualuga, que asistió al NFL Scouting Combine, para lo cual se necesita una invitación especial.
Matthews, junto a sus compañeros en USC Maualuga y Cushing, fue portada del Sports Illustrated en su edición previa al draft del 2009, ya que los tres eran mencionados como potenciales elecciones de primera ronda.

## Carrera profesional

### Green Bay Packers
Fue elegido en primera ronda del draft de 2009, con el pick 26 (adquirido mediante un traspaso con los New England Patriots) por los Green Bay Packers.

#### 2009

Clay Matthews III, agosto de 2011

Anotó su primer touchdown en el partido contra los Minnesota Vikings, un lunes por la noche, televisado por un canal nacional; Matthews le robó el balón al running back Adrian Peterson y corrió hasta la zona de anotación.
En la sexta jornada, contra los Detroit Lions, realizó 3 tackleos, ayudó en otros 2 más, y realizó dos sacks a Daunte Culpepper. Fue nominado y ganó el premio Pepsi NFL Rookie of the Week por esa actuación.
En la décima jornada, contra los Dallas Cowboys, Clay tuvo otra magnífica actuación: logrando 1 tackleo, recuperando 2 fumbles, forzados por el cornerback Charles Woodson y realizando un sack a Tony Romo, lo cual le hizo ser nominado de nuevo para el Pepsi NFL Rookie of the Week. Por segunda vez en sendas ocasiones, ganó el premio.
Pero fue en la decimotercera jornada, contra los Baltimore Ravens cuando Matthews tuvo la mejor actuación de su joven carrera, la cual le ayudó a ganar el premio NFL Defensive Player of the Week. Realizó 6 tackleos, dos sacks y forzó un fumble en la victoria de los Packers por 27-14.
El 13 de diciembre, en el partido de los Packers contra los Chicago Bears, en el Soldier Field, Matthews logró su octavo sack de la temporada, lo cual le ponía a uno de igualar el récord de sacks por un jugador de los Packers en una temporada como novato, con un triple empate con Tim Harris y Vonnie Holiday. La siguiente semana, Matthews logró dos sacks más contra los Pittsburgh Steelers, lo cual le dejó en una indiscutible primera posición.
Fue añadido al equipo NFC Pro Bowl, sustituyendo al linebacker de los Bears Lance Briggs. Es el primer novato en ser incluido en el equipo Pro Bowl desde el wide receiver James Lofton en 1978.

#### 2010

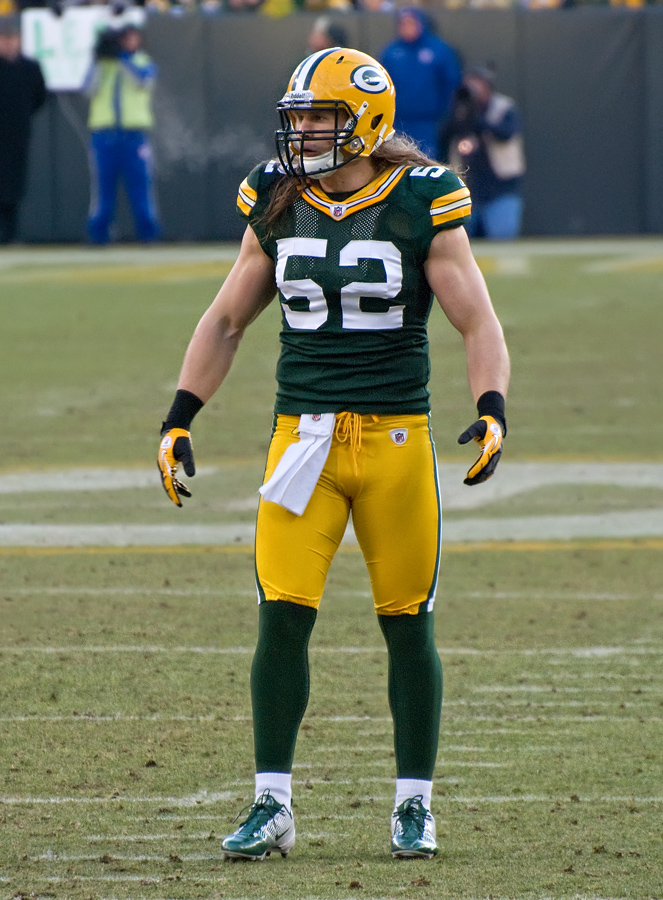
Matthews en enero de 2012.

Matthews empezó la temporada 2010 con grandes números, logrando 6 sacks en las dos primeras jornadas, lo cual le hizo ganar el premio NFL Defensive Player of the Month en septiembre.
Por segundo año consecutivo Matthews es seleccionado al Pro Bowl a celebrarse en Honolulu, Hawái el 30 de enero de 2011 junto a cinco Packers más. En el premio al jugador defensivo del año de la NFL, Matthews quedó en segundo lugar solo detrás de Troy Polamalu de los Pittsburgh Steelers.
Tras clasificarse para los play offs con una marca de 10-6, los Packers ganaron la ronda de wildcard a los Philadelphia Eagles (también con marca de 10-6) por un apretado marcador de 21-16, en un partido en el que Matthews realizó un sack a Michael Vick. Ya en la ronda divisional, ganaron a los Atlanta Falcons (con marca de 13-3) por un abultado 48-21, logrando Matthews 4 tackleos, 2 sacks a Matt Ryan, y un fumble recuperado.
El juego de campeonato de la NFC fue en contra de sus eternos rivales los Chicago Bears (11-5) en el Soldier Field. Esta es la primera que estos equipos de gran tradición se veían las caras en postemporada desde 1941. Los Packers ganan el encuentro por 21-14 y el pase al Super Bowl XLV, contra de los Pittsburgh Steelers, el 6 de febrero de 2011 en el Cowboys Stadium, Matthews tuvo 5 tackleos, 1 tackleo asistido y 1 sack compartido con el defensive end Cullen Jenkins.
Los Packers obtienen el triunfo en el Super Bowl XLV por 31-25. Matthews colabora con 3 tacleadas y 4 asistencias pero en especial con una brillante jugada en el 4.º cuarto en la que provocó un fumble al corredor de los Steelers Rashard Mendenhall cuando éstos podían remontar el marcador y cuando más peligro representaban.

### Estadísticas

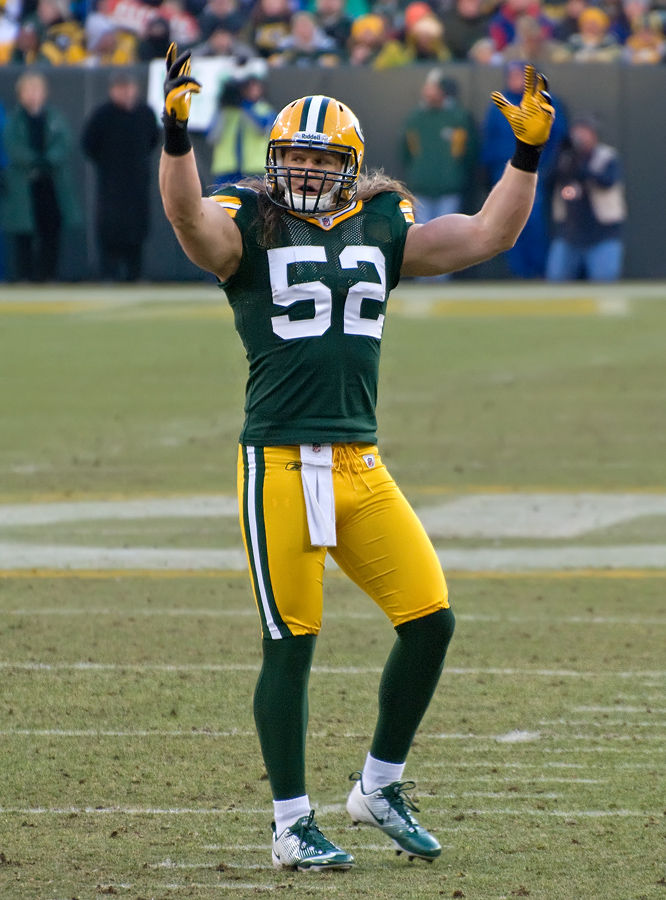
Clay Matthews jugando contra los Giants el 2012.

| 2009                                          | GNB     | 16 | 36 | 14 | 50  | 10.0 | 63  | 0 | 0  | 0 | 1 | 1 | 0 |
| 2010                                          | GNB     | 15 | 54 | 6  | 60  | 13.5 | 94  | 1 | 62 | 1 | 1 | 2 | 0 |
| Totales                                       | Totales | 31 | 90 | 20 | 111 | 23.5 | 157 | 1 | 62 | 1 | 2 | 3 | 0 |
| Fuente: Estadísticas actualizadas: 12/01/2011 |         |    |    |    |     |      |     |   |    |   |   |   |   |

## Vida personal
Clay proviene de una familia con gran tradición en el fútbol americano, toda una dinastía. Su abuelo Clay Matthews, Sr jugó cuatro temporadas en la NFL con los San Francisco 49ers en la década de 1950 como offensive tackle y linebacker. Su padre Clay Matthews, Jr., cuenta con la tercera mejor marca de más partidos jugados (278) y 19 temporadas como linebacker de los Cleveland Browns, los Atlanta Falcons y cuatro Pro Bowls. Su tío Bruce Matthews, jugó como un offensive lineman durante 19 años en la NFL con los Houston Oilers/Tennessee Titans, miembro del Salón de la Fama desde el 2007 y considerado uno de los más grandes linieros ofensivos en la historia de la liga. Además comparte el récord de 14 Pro Bowls consecutivos. Ambos hermanos (Bruce y Clay Jr.), fueron All American. De los cuatro hijos de Clay Matthews Jr., Clay III es el segundo que jugó para los USC Troyans. Su hermano menor Casey, que también juega la posición de linebacker con los Philadelphia Eagles donde fue la 4a. selección (116 global), del draft del 2011. Sus primos (hijos de Bruce), Kevin es el center de los Carolina Panthers y Jake es offensive tackle de los Atlanta Falcons.
Con la victoria de Clay III en el Super Bowl XLV, se rompe una maldición de la familia Matthews de no ganar en un Super Tazón ya que su padre Clay Jr., y su tío Bruce que jugaron en la NFL 19 temporadas cada uno, no pudieron ganar un Super Bowl. Sin mencionar que en la época de su abuelo Clay Sr., jugó no existían los Super Bowls.
Clay III apareció en el programa de WWE SmackDown el 8 de febrero de 2011, como réferi en la lucha por campeonato de Edge dando la victoria al campeón y levantando el Campeonato Mundial Pesado.
El 13 de febrero de 2011 presentó junto a Lea Michelle en los Grammys a la banda Lady Antebellum, cuya vocalista Hillary Scott, fue pareja de su colega Aaron Rodgers, QB de los Green Bay Packers.
En 2012 Matthews acepta usar un modelo de pañal para adultos Depend bajo su uniforme durante una campaña a beneficio de la fundación Jimmy V Foundation. Con esto Depend dona 150 000 dólares a la fundación
En 2015 apareció en la película Pitch Perfect 2 (Dando la Nota: Aún Más Alto en España y Más Notas Perfectas en Latinoamérica) junto a sus compañeros David Bakhtiari, Don Barclay, Josh Sitton, T.J. Lang y Jordan Rodgers